# نوآوری باز در فناوری
نوآوری باز (به انگلیسی:Open innovation) ایده ای که از دل تحولات صنعتی و اقتصادی از آغاز هزاره سوم به ظهور رسیده چندین قرن پیش از آغاز هزاره اول توسط ایرانیان به‌کار می‌رفته.آگاهی از مدل نوآوری باز و به‌کارگیری آن زمانی راهبرد اساسی نیاکان ما بوده و آنها را برصدر تمدن بشری نشانده و امروز به‌شکلی مدرن باز آفرینی شده است.
هر چند مفهوم نوآوری باز در اوایل قرن بیست و یکم در امریکا رخ داده است اما پیشینه استفاده عملی از این ایده به حدود 2500 سال پیش باز می گردد، دوران امپراطوری هخامنشی در ایران.
شاید جالب باشد بدانید که داریوش بزرگ زمانی که به فکر ایجاد نیروی دریایی افتاد از کشتی های مستعمرات یونانی آسیای صغیر و مردم مصر استفاده کرد . سپس به فرمان شاه کشتی‌هایی ساخته شد که نسبت به کشتی‌های یونانی بسیار بزرگتر و پرسرعت‌تر بود.
همچنین معماری هخامنشی ترکیبی است الگوگرفته از هنر و معماری بابل ،آشور و مصر و شهرهای یونانی آسیای صغیر که با هنر و ابتکار ایرانی ، نوعی جدید از معماری را خلق کرده است.
شرکت ای.بی.ام در سال 1992 با فشارهای رقابتی شدید روبه رو شد و تا آستانه نابودی پیش رفت.این شرکت برای ارزش افزایی در لایه‌های بالایی زنجیره ارزش مشتریان به فناوری‌های بیرونی نیاز داشت.و ناچار بود از فناوری‌هایی استفاده کند که خودش مالک آنها نبود و نمی‌توانست آنها را کنترل کند. بدین ترتیب آی.بی.ام رویکرد نوآوری باز را درپیش گرفت و در سال 1993 نخستین موافقت‌نامه فروش قطعات را با یک مشتری بیرونی (شرکت اپل) امضا کرد و از آن پس با در پیش گرفتن هر چه بیشتر نوآوری باز به سودهای سرشار جدیدی رسید.

### مفهوم نوآوری باز
نوآوری باز یک پارادایم است که فرض می کند  شرکت می تواند و باید از ایده ها و مسیرهای داخلی و خارجی به بازار،به عنوان وسیله ای برای سرعت بخشیدن و بهبود فناوری و نواوری محصول خود استفاده کند.این مدل به ضرورت رها سازی ایده ها برای خروج از شرکت با هدف درآمدزایی بیشتر و هم چنین ورود ایده های نوآورانه (هم از جنس محصول و هم از جنس مدل کسب و کار) به شرکت تاکید می کند.
در واقع نواوری باز شرکت ها را دعوت میکند تا در کیب و کار خود هم از ایده ها و فناوری های بیرونی بهره ببرند و هم به دیگر شرکت ها اجازه بدهند از ایده های نوآورانه ی آنها بهره مند شوند تا از این طریق بتوانند ریسک ها و هزینه ها را مدیریت کنند و به روند پیشرفت خود سرعت ببخشند.
این اصطلاح (نوآوری باز) توسط هنری چسبرو نظریه پرداز سازمانی آمریکایی ،دانشیار و مدیر گروه مرکز نواوری باز در دانشگاه کالفرنیا در کتابی به همین نام،(نوآوری باز: پارادایم نوین آفرینش و تجاری سازی فناوری) ظهور یافت.اگرچه ایده و بحث درباره پیامدهای آن به سال های دورتر یعنی دهه 1960 باز می گردد.زمانی که شرکت ها تحقیقات داخلی شان قابلیت تجاری سازی از طریق فرایند های داخلی را نداشت با مشکلات بسیاری مواجه شدند.در این راستا برخی پژوهش ها بر ضرورت استفاده از فناوری خارجی تاکید کردند.نلسون ووینتردر سال 1982 تصمیم گیری شرکت ها برای جست و جوی فناوری های جدید موجود در خارج از شرکت رامدل کردند. کوهن و وینتال در سال 1989 و 1990 درباره دو رویکرد متفاوت تحقیق و توسعه درداخل و خارج شرکت و اهمیت سرمایه گذاری در پژوهش های داخلی به منظور استفاده از فناوری خارجی بررسی هایی انجام دادند و این امکان را ظرفیت جذب نامیدند.